# The Other Guys (Stargate SG-1)
Other Guys (Los Otros Heroes) es el octavo episodio de la sexta temporada de la serie de televisión de ciencia ficción Stargate SG-1, y el episodio Nº 118 de toda la serie.

## Trama
Un Goa'uld llamado Khonsu ha obtenido la ubicación del SG-1 y ordena a su Principal, Herak, capturar al equipo.
En otro mundo, 2 científicos investigan unos anillos de transporte, mientras que otro, Jay Felger, está fascinado observando al SG-1. Poco después Carter llama a O'Neill y a Teal'c.
O'Neill ordena a los científicos permanecer allí. Felger entonces comienza a discutir con unos de sus colegas, cuando un Al'kesh pasa por encima repentinamente. Felger se comunica con el SG-1, que informa estar bajo ataque. Los 3 científicos deciden ir a ver lo que ocurre. El SG-1 lucha contra varios Jaffa, pero son capturados. 
Valientemente, Felger decide utilizar los anillos Goa'uld descubiertos para subir a la Ha'tak Goa'uld en órbita, junto con su colega Coombs, mientras el otro científico vuelve al SGC para informar a Hammond sobre lo ocurrido. 
En la Nave, el SG-1 es metido en una celda, mientras el Jaffa Herak les informa sobre su futuro. Mientras tanto, Felger y Coombs se deslizan por la nave buscando al equipo, y lo encuentran, para enojo de O'Neill. Él revela entonces al "par de héroes" que su captura fue planeada para entrar en contacto con un Tok'ra, Khonsu. Afortunadamente, 2 Jaffa libres aparecen, y el equipo les pide que escondan a los científicos hasta acabar la misión. 
Más adelante, la Ha'tak llega al planeta de Khonsu, donde el SG-1 es encarcelado en una celda especial. En la nave los 2 Jaffa libres son descubiertos y ejecutados, para conmoción de los 2 científicos aun ocultos. A pesar de que Coombs está aterrado, Felger idea un plan. Se disfrazan como Jaffa y bajan al planeta. Dentro de la Fortaleza, observan como Herak enfrenta a Khonsu y lo mata. Herak revela entonces al resto de los Jaffa que Khonsu era un espía Tok'ra y pide lealtad a Anubis. Asume el control de la base y manda a traer al SG-1. Tortura a O'Neill para que le digan que les dio el Tok'ra, pero como le explican que éste no alcanzó a verlos, los envía de vuelta.
De vuelta al SGC, Hammond se entera de que Khonsu murió, pero sabe que no puede ayudar al SG-1 sin saber su ubicación. 
Buscando al equipo, los 2 científicos encuentran la computadora central de la base. Ellos se comunican con el SG-1, y con ayuda de Carter, Coombs lograr liberar al equipo, mientras Felger les trae sus armas.
Luego todos, excepto Coombs, salen de la base y eliminan a los Jaffa que cuidaban el Portal, a pesar de que los superaban en número. 
Sin embargo Felger informa que Coombs no puede salir de sala de mando, porque hay Jaffa intentando entrar. Coombs entonces transporta adentro de la base a O'Neill y Teal'c, y estos diezman a los Jaffa y lo sacan. Los 3 salen de la base, y escapan por el Portal, bajo fuego enemigo.
Más tarde, Felger sueña despierto una ceremonia en la que Hammond los honra con medallas por su heroísmo. Incluso el mismo O'Neill lo felicita y además Carter lo besa apasionadamente.  En ese momento, Coombs lo despierta para decirle que continúe con el trabajo en el laboratorio. 

## Artistas invitados
- Patrick McKenna como Jay Felger.
- John Billingsley como el Dr. Simon Coombs.
- Michael Adamthwaite como Herak.
- Adam Harrington como Khonsu.
- Martin Sims como Dol'ok.
- Randy Schooley como Meyers.
- Michael Daingerfield como Jaffa grande.
- Gary Jones como Walter Harriman.[3]